# Церква Святителя Миколая Чудотворця (Новоставці)
Церква Святителя Миколая Чудотворця в Новоставцях — парафія і храм Бучацького благочиння Тернопільської єпархії Православної церкви України в селі Новоставці Чортківського району Тернопільської области.

## Історія церкви
Кам'яну церкву було збудовано в 1835 році на місці, де раніше стояла дерев'яна капличка. У XIX столітті поруч звели дзвіницю, де є два дзвони: один з 1909 року, інший — з 1926 року.
Під час Першої світової війни храм був зруйнований, але після її закінчення його відновили, поштукатурили та пофарбували. У той час парафіян обслуговував священник із села Медведівці.
У 1955 році частково відремонтований храм перетворили на колгоспне зерносховище.
У 1990 році православна громада села взялася за його відновлення під керівництвом Степана Коновала. Церкву поштукатурили зсередини та ззовні.
Влітку 1990 року відбулося освячення храму за участі протоієрея Анатолія Сидоренка та духовенства Бучацького благочиння.
У 1991 році храм розписали майстри із Заліщицького району, а іконостас виготовили в Тернополі.
У 2009 році іконостас поновили та позолотили, а також виготовили й освятили новий престіл, жертовник та тетрапод. Освячення здійснив єпископ Тернопільський і Бучацький Нестор у співслужінні з владикою Іларіоном та духовенством Бучацького благочиння.

## Парохи
- о. Степан Шкварок.